# Otto Janke
Georg Carl Otto Janke (* 19. Dezember 1818 in Magdeburg; † 7. Dezember 1887 in Berlin) war ein deutscher Verlagsbuchhändler in Berlin.

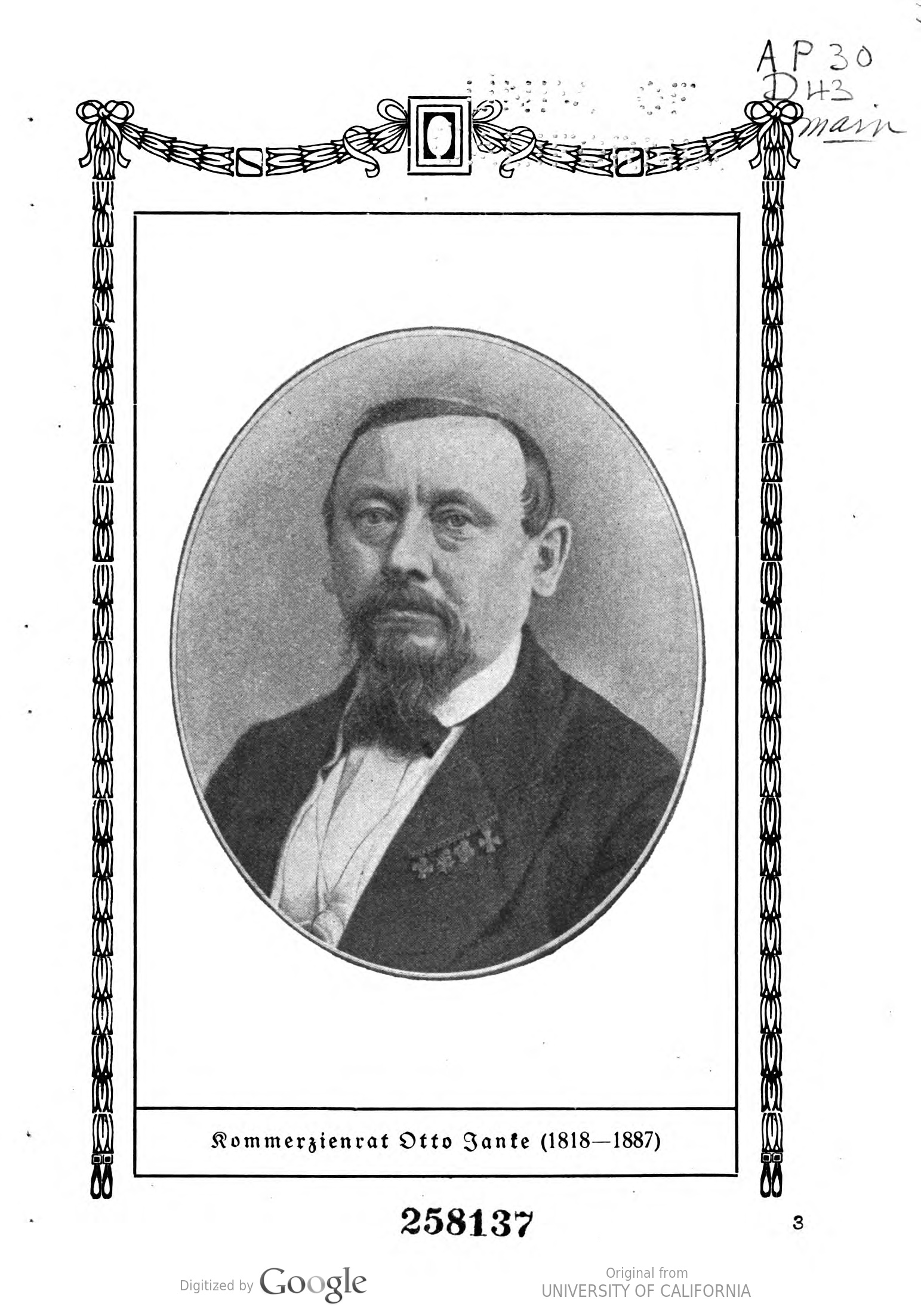
Otto Janke (1849–1901), der Begründer des Otto-Janke-Verlags in Berlin. Bildnis aus 50 Jahre Deutsche Roman-Zeitung - Festschrift zum fünfzigjährigen Jubiläum (1863-1913), S. 3

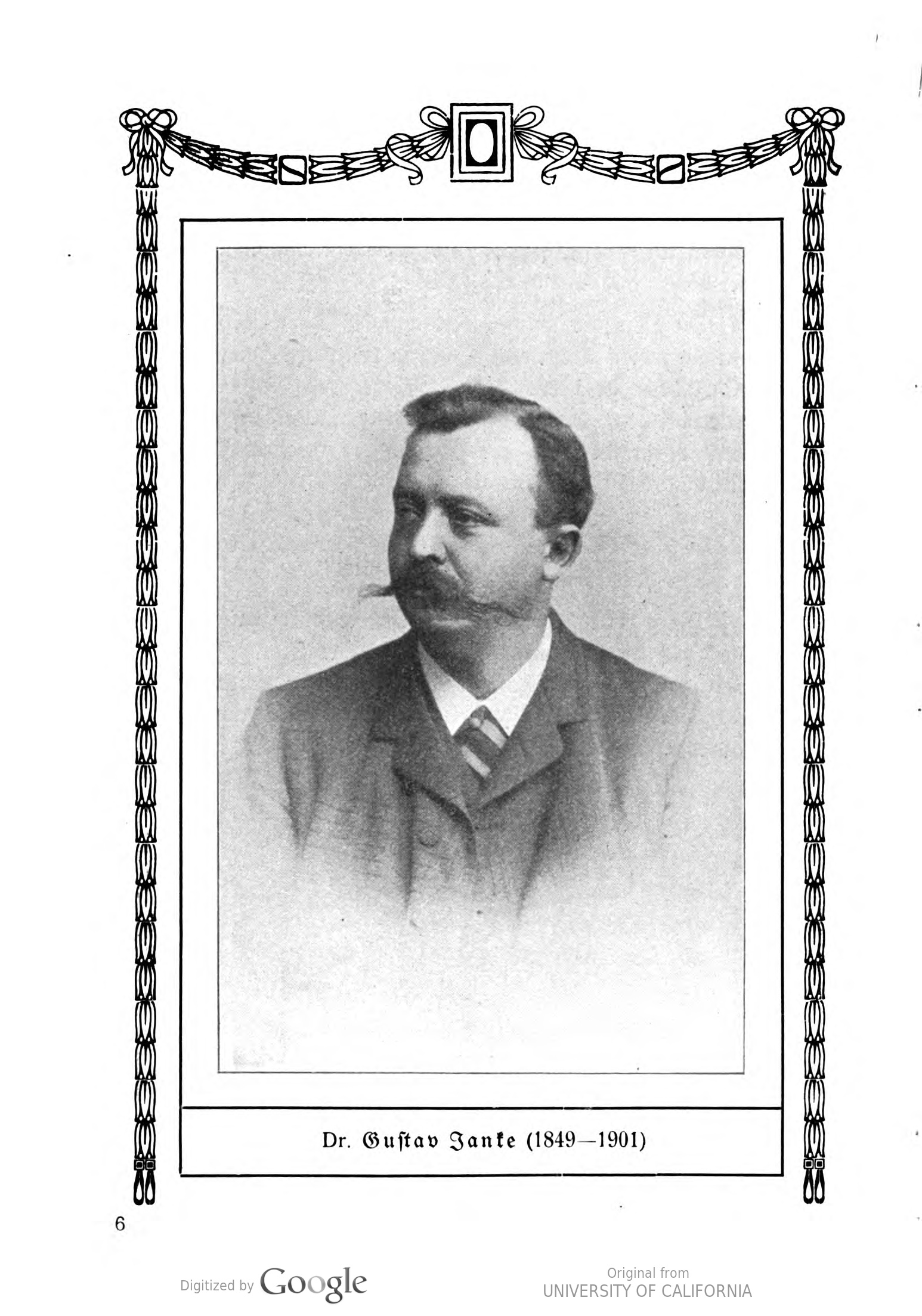
Otto Jankes Sohn Gustav Janke (1849–1901) führte zusammen mit seinem Bruder Richard den Verlag nach dem Aussteigen des Vaters weiter. Bildnis aus 50 Jahre Deutsche Roman-Zeitung - Festschrift zum fünfzigjährigen Jubiläum (1863-1913), S. 6

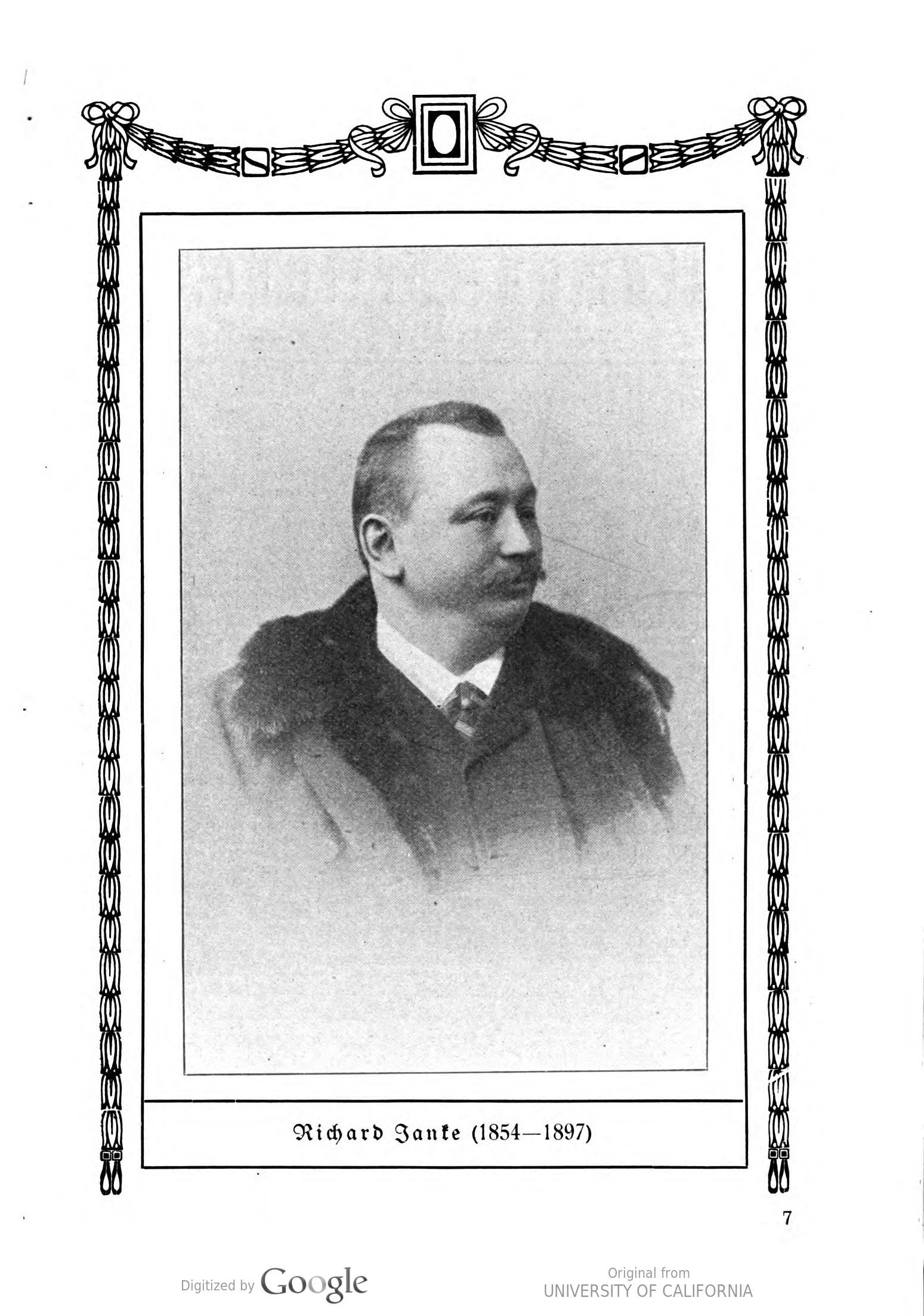
Der jüngere Sohn Otto Jankes, Richard Janke (1854–1897), führte mit seinem älteren Bruder zusammen den Berliner Otto-Janke-Verlag weiter. Bildnis aus 50 Jahre Deutsche Roman-Zeitung - Festschrift zum fünfzigjährigen Jubiläum (1863-1913), S. 7

## Leben

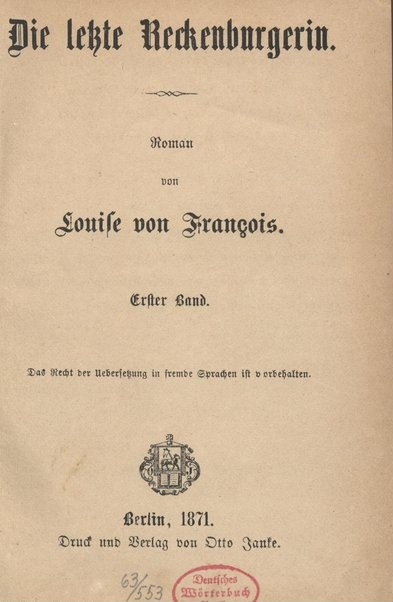
Louise von François bei Otto Janke

Otto Janke wurde als Sohn des preußischen Regierungsrats Ernst Theodor Janke geboren. Das Gymnasium absolvierte er in Berlin und trat nach Abschluss 1835 desselben als Lehrling in die Reinsche Buchhandlung in Leipzig ein, von wo aus er 1837 zu Ernst Siegfried Mittler in Posen und Berlin wechselte. Im Jahre 1843 kaufte Janke die Horvathsche Verlagsbuchhandlung in Potsdam auf. Noch 1843 erschien das erste von ihm verlegte Buch, eine Pommersche Fibel, der erste kleinere Erfolg folgte ein Jahr später mit der Geschichte und Beschreibung der Fontainen von Sanssouci, geschrieben von Karl Ludwig Häberlin, 1845 das erste belletristische Büchlein mit zwei Novellen aus dem Nachlass von Friedrich de La Motte Fouqué.
1850 siedelte Janke nach Berlin über und konzentrierte sich nunmehr auf die verlegerische Tätigkeit und machte sich insbesondere einen Namen mit der Herausgabe von Werken der Belletristik des 19. Jahrhunderts, insbesondere der in Mode kommenden Romane. Der Verlag von Otto Janke hatte seinen Sitz in der Anhalterstraße 8 in Berlin-Kreuzberg. Der erste größere Erfolg war der Roman Der Vogt von Sylt von Theodor Mügge, in dessen Folge diverse junge Autoren auf den Verlag aufmerksam wurden, darunter insbesondere das Schriftstellerehepaar Theodor Mundt und Louise Mühlbach, mit deren historischen (Unterhaltungs-)Romanen Friedrich der Große und sein Hof und Kaiser Joseph und sein Hof Janke der endgültige Durchbruch gelang. Die beiden Schriftsteller wurden in der Folge zu festen Größen im Sortiment des Janke-Verlags. Zu ihnen gesellten sich bald Albert Emil Brachvogel, Willibald Alexis und George Hesekiel.
Der Verlag Jankes gab auch Zeitschriften heraus, zunächst insbesondere die Berliner Muster- und Modenzeitung und eine Jugendzeitschrift namens Puck. Den größten Erfolg im Bereich der Zeitschriften - der noch einmal mehr den besonderen Ruf Otto Jankes als Verleger der populären Romane festigte, brachte dem Janke-Verlag die Deutsche Roman-Zeitung, die 1864 mit dem Roman Der Hungerpastor von Wilhelm Raabe begann und im ersten Jahr zudem mit den Problematischen Naturen von Friedrich Spielhagen von sich reden machte. Beide Autoren wurden zu regelmäßigen Beiträgern der Deutschen Roman-Zeitung und, in Bücherform noch einmal gesondert ediert, zum Verlagsprogramm des Otto-Janke-Verlages. Mit dem Roman-Magazin des Auslandes : enthaltend die besten Romane des Auslandes in guten Übersetzungen (1867–1875) und dessen Nachfolger Romane des Auslandes : belletristische Zeitschrift ; enthaltend die besten Romane des Auslandes in guten Übersetzungen (1876–1979) machte er sich um die Verbreitung ausländischer Romane, darunter der von Iwan Turgenew, verdient. Da der eigene Verdienst aber gering ausfiel, setzte er diese Romanzeitung nicht fort. Aus dem gleichen Grund gab er 1881 die ab dem 2. Jahrgang 1878 im Janke-Verlag erschienene Deutsche Revue mit Ablauf des 7. Jahrgangs 1882 an den Verlag von Eduard Trewendt (Berlin und Breslau) ab.
Otto Janke war verheiratet mit Anna geb. Sello, mit der er zwei Söhne hatte. Ab 1885 übernahmen die beiden Söhne Otto Jankes, Gustav Janke (1849–1901) und Richard Janke (1852–1897), die bereits in den 1870er Jahren in den Verlag eingestiegen waren, den Verlag und bauten ihn weiter aus. Nach dem Tod von Gustav Janke führte dessen Frau Editha geb. Rhens den Verlag bis zur Übernahme durch ihren Sohn Erich Janke (* 1878) am 1. Januar 1903 fort. Der Verlag bestand in Berlin bis 1945.

## Schriften
- Mein Wirken als deutscher Verleger, 1843-68. Selbstverlag, Berlin 1868, OCLC 251481544.

## Verlagskatalog
- Verlags-Katalog und erster Nachtrag zu demselben von Otto Janke in Berlin enthaltend die Erscheinungen von 1843 bis Ende 1870 (Digitalisat bei Google Books)
- Erster Nachtrag zu demselben von Otto Janke in Berlin enthaltend die Erscheinungen von Januar 1868 bis Januar 1871 (Digitalisat bei Google Books)
- Verlags-Katalog von Otto Janke in Berlin. Enthaltend die Erscheinungen von 1843 bis Ende 1892. Ausgegeben Januar 1893. (Janke, Berlin 1893.)
- Verlags-Katalog von Otto Janke in Berlin: enthaltend die Erscheinungen von 1843 bis Ende 1904 (Digitalisat bei Google Books)